# 孫元晏
孫元晏（？—？），亦作孫玄晏，生卒年份和籍貫不詳，隋唐時期詩人。有關孫氏的生平並沒有見於史書記載，只知他曾著合共七十五首詠史詩。與胡曾、周曇和汪遵合稱為「晚唐詠史四大家」。而他的詠史詩就被列入在康熙四十四年（1705年）由彭定求、沈三曾、楊中訥、汪士鋐、汪繹、俞梅、徐樹本、車鼎晉、潘從律、查嗣瑮等文官奉敕編校的《全唐詩‧卷七百六十七》之內。
孫元晏的作品全部都是關於六個朝代的，計有《吳》（三國東吳）十七首、《晉》十六首、《宋》十一首、《齊》十首、《梁》八首以及《陳》十三首。其創作風格樸實，沒有堆砌辭藻，且用字較為淺白。全部作品均為七言絕詩。例如在《吳·張紘》一詩中，「東部張公與眾殊，共施經略贊全吳。陳琳漫自稱雄伯，神氣應須怯大巫。」純以簡單描述讚美東吳重臣張紘在籌劃治理國家方面能夠輔弼吳主孫權。其神氣連建安七子陳琳也比不上。除了創作詩歌之外，孫元晏另著有《六朝詠史詩》一卷以及《覽北史》三卷，但已經散伕。

## 外部連結
- 孫元晏的的詩詞全集（全部75首）（页面存档备份，存于）